# Austin Ejide
Augustine "Austin" Amamchukwu Ejide (Onitsha, Nigéria, 1984. április 8.) nigériai labdarúgó, aki jelenleg a Hapóél Hadera játszik kapusként.

## Pályafutása
Ejide 1999-ben kezdte a pályafutását a nigériai Gabros Internationalben. 2002-ben Tunéziába, a Étoile Sportive du Sahelhez szerződött. 2006-ban próbálta ki először magát Európában, a francia SC Bastia színeiben. 2009-ig 44 bajnoki lépett pályára a csapatban, majd a Hapóél Petah Tikvához szerződött.

## Válogatott
Ejide 2002-ben debütált a nigériai válogatottban. Ott volt a 2002-es világbajnokságon, valamint a 2006-os, 2008-as és 2010-es afrikai nemzetek kupáján. Behívót kapott a 2010-es vb-re is.

## Sikerei, díjai
- Nigéria
  - Afrikai nemzetek kupája: 2013

## Külső hivatkozások
- Válogatottbeli statisztikái
- Franciaországi statisztikái

## Fordítás
- Ez a szócikk részben vagy egészben  az   Austin Ejide című angol Wikipédia-szócikk fordításán alapul.  Az eredeti cikk szerkesztőit annak laptörténete sorolja fel. Ez a jelzés csupán a megfogalmazás eredetét és a szerzői jogokat jelzi, nem szolgál a cikkben szereplő információk forrásmegjelöléseként.